# Wilhelm Launhardt
Carl Wilhelm Friedrich Launhardt (Hanôver, 7 de abril de 1832 — 14 de maio de 1918) foi um matemático e economista alemão.

## Obras
- Wilhelm Launhardt,  A. Bewley (1900). The Theory of the Trace. [S.l.]: Lawrence Asylum Press, 1872

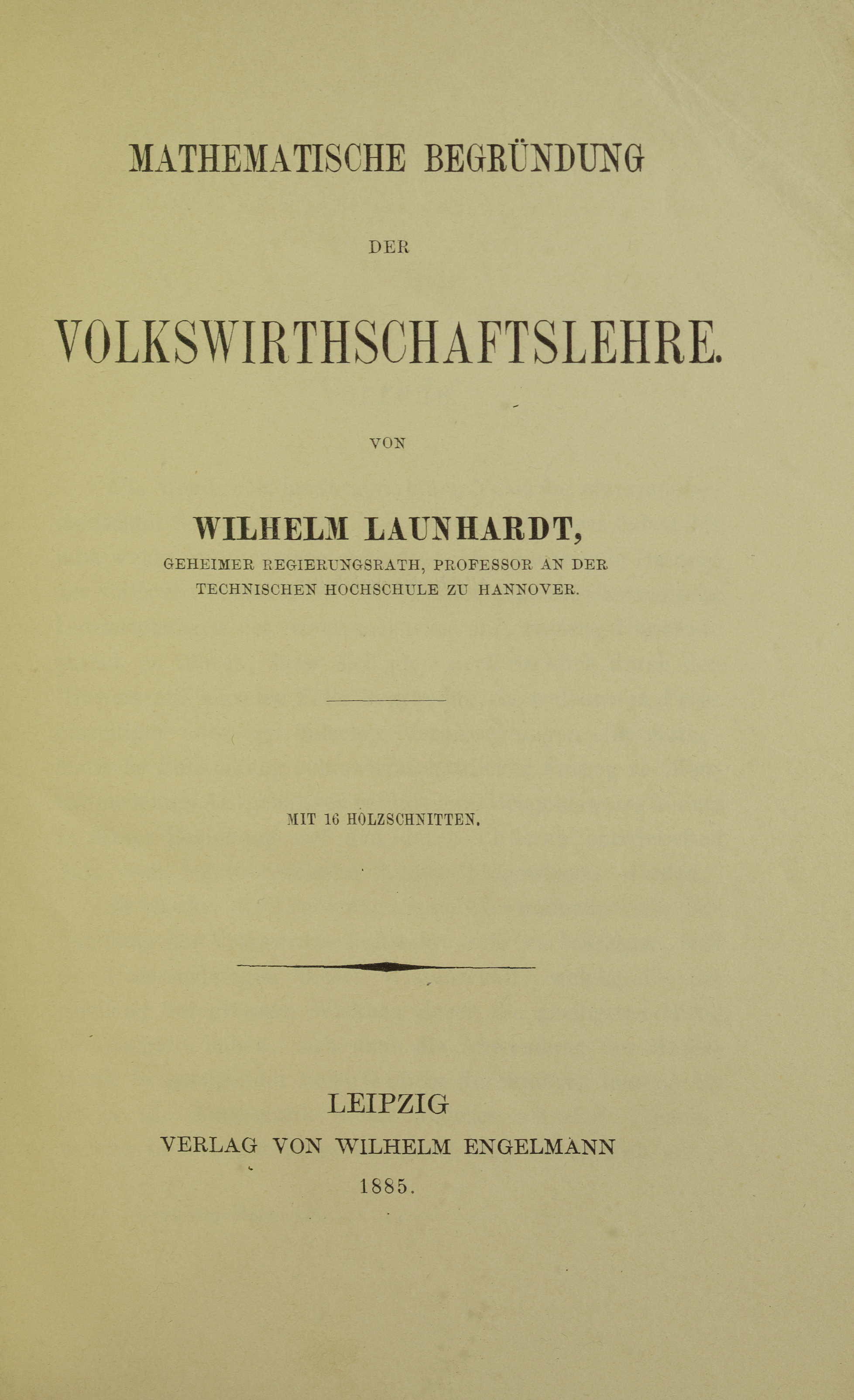
Mathematische Begründung der Volkswirtschaftslehre, 1885

- "Die Bestimmung des Zweckmässigsten Standortes einer Gewerblichen Anlage", Zeitschrift des Vereines Deutscher Ingenieure, 1882
- Mathematische Begründung der Volkswirtschaftslehre, 1885.
- Theory of Network Planning, 1888.